# Специя Калчо
„Специя Калчо“ (на италиански: Spezia Calcio) е италиански футболен отбор в град Специя, Лигурия.
Основан през 1906 година, клубът няма големи успехи в националното първенство. След изпадането си от втората група на първенството през 1951 година в продължение на десетилетия той играе в третата и четвъртата група. През 2008 година става собственост на живеещия в Нигерия бизнесмен Габриеле Волпи, който обновява отбора и след 2020 година той участва в Серия А. През 2022 година клубът е санкциониран от ФИФА за наемането на 13 непълнолетни футболисти от Нигерия в нарушение на италианските имиграционни закони.
Първият екип за игра на Специя, светлосин и бял, бе употребяван аматьорски екип на Кристъл Палас. През 1911 г., след решението на Алберто Пико и други да почетат Про Верчели като пример за малък отбор, способен да победи големите отбори, бе приета обикновена бяла фланелка с черни шорти и черни чорапи, която се използва и днес. През 20-те години на миналия век преди създаването на Серия А, Специя изигра няколко мача от висшата лига срещу гигантите на италианския футбол, включително Милан, Ювентус и Интер Милано. Клубът е участвал във всички нива на италианската футболна система.
Специя спечели Шампионат Алта Италия през 1944 г., който бе официално признат от FIGC (Италианската футболна федерация) през 2002 г. след дълъг спор и бе разрешено използването на специална постоянна значка. Трикольорната значка е изложена на официалните фланелки по време на мачове и има различна форма и размер в сравнение с обикновеното скудето.
След изпадането от Серия Б през 1951 г., Специя е обречена да лежи в трета и четвърта дивизия в продължение на 55 години. През 2000-те се завърнаха в Серия Б през 2006 г., фалит и прераждане, като отново се установиха като редовен отбор в Серия Б. През 2020 г., точно 100 години от първото си появяване на най-високо ниво, Специя най-накрая се завърна в Серия А като победител в плейофите за промоция, осигурявайки си втори мандат в Серия А за сезон 2021–22.

## Български футболисти
- Андрей Гълъбинов: 2018/21 - (57 мача - 16 гола)
- Петко Христов: 2021/22 - (26 мача - 1 гола), 2023/- (36 мача - 5 гола)